# 溶胶
溶胶（sol）又称胶体溶液，是在分散体系中保持固体物质不沉淀的胶体。不断深入的研究表明，溶胶不是一种物质而是一种“状态”。
此概念常与“凝胶”相对（参见溶胶凝胶）。

## 分散介質
溶膠的分散介质主要是液体。

## 膠體粒子
溶胶中的固体粒子大小常在1-5 nm，也就是在胶体粒子的最小尺寸，因此比表面积十分大。